# كوجك موسى باشا
كوجك موسى باشا أي موسى باشا الصغير، وهو الوزير موسى باشا أحد ولاة الدولة العثمانية عيِّن والياً على بغداد للفترة من 24 رجب 1055ه‍/1645م، إلى 15 شعبان 1056ه‍/1646م، خلفاً للوالي محمد باشا المعروف باسم محمد باشا آل حيدر آغا .

## أهم الحوادث
كان الوالي كوجك موسى باشا معروفاً بشجاعته، فلما ولي بغداد أبدى السطوة فأوقع في القلوب رهبة فتمكن من تأمين الراحة والهدوء.
وعندما رأى الوزير موسى باشا ان والي البصرة (علي باشا افراسياب) مال عن جادة الصواب، ولم يكتف بما لديه وبإغراء من ابنه (حسين بك) مَدَّ يده إلى (قلعة دكه) التابعة إلى بغداد وتغلب عليها.
فلما سمع الوزير الخبر جمع العساكر وعين لها قائداً وشحن سفناً وبعث بالمدافع. وفي مدة يسيرة وافوا إلى ذلك المحل فتولدت الخشية في قلوب عساكر البصرة فلم يتمكنوا من المقاومة. ففروا إلى (قلعة قصر) التابعة إلى البصرة فاكتسحوها أيضاً. وكانت قلعة حصينة فضموها إلى إيالة بغداد وعينوا لها المحافظين.
والظاهر ان الحكومة نسيت مساعدات (علي باشا افراسياب) فاستفادت من ركود الحالة فسارت للإستيلاء على مواقعه للتحرش به بأعذار إختلقتها نظراً إلى إنها شعرت بقوة لديها. هذا في حين ان الحكومة الأصلية كانت في هذه الفترة مشغولة بحروب ومقارعات كبيرة في كريد وفي هذا الحين تم لها الإستيلاء على مدينة حانية واعلنت الأفراح في بغداد لورود هذه الأخبار السارة وكان ذلك أواخر عام 1055ه‍/1645م.
وفي أواخر هذه السنة أيضاً ظهر غبار متراكم في السماء وَلَّد ظلمة مدة أربع ساعات ثم إتنكشفت فرفعت هذه الغُمّة.

## عزله
تم عزل الوالي كوجك موسى باشا في 15 شعبان سنة 1056ه‍، وخلفه على ولاية بغداد الوزير إبراهيم باشا.